# Charles Wilson (Politiker)

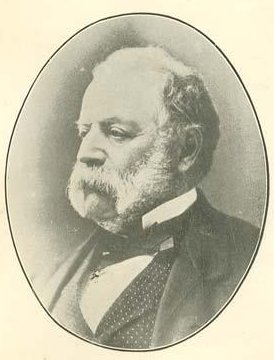
Charles Wilson

Charles Wilson (* April 1808 in Coteau-du-Lac, Niederkanada; † 4. Mai 1877 in Montreal) war ein kanadischer Politiker und Unternehmer. Von 1851 bis 1854 war er Bürgermeister der Stadt Montreal, ab 1867 war er Mitglied des kanadischen Senats.

## Biografie
Wilson war der Sohn des aus Schottland eingewanderten Händlers Alexander Wilson und von Catherine-Angélique d’Ailleboust de Manthet (Nachfahrin von Louis d’Ailleboust de Coulonge, einem Gouverneur von Neufrankreich). 1834 eröffnete Wilson in Montreal ein Warenhaus und war bald sehr vermögend. Später war er zusätzlich einer der Direktoren der Versicherungsgesellschaft Scottish Provincial Assurance Company. Im Jahr 1835 heiratete er Ann Tracey, die Schwester des Journalisten Daniel Tracey. In der Wohlfahrtsorganisation St Patrick Society, welche die irischen Einwanderer unterstützte, spielte er eine führende Rolle.
1848 wurde Wilson in den Stadtrat von Montreal gewählt. Dieser wählte ihn 1851 zum Bürgermeister. Am 24. Januar 1852 präsidierte er die erste Stadtratssitzung im neu erbauten Marché Bonsecours. Einen Monat später war er der erste direkt vom Volk gewählte Bürgermeister. In Wilsons Amtszeit fallen die „Gavazzi-Unruhen“ im Juni 1853. Als der italienische Theologe Alessandro Gavazzi in Montreal eine anti-katholische Rede hielt, versuchte ein wütender Mob, die Versammlungshalle zu stürmen. Wilson gab der städtischen Miliz den Befehl, in die Menge zu schießen. Dabei kamen zehn Menschen ums Leben. Auf Wunsch von Bischof Ignace Bourget erhielt Wilson im September 1855 von Papst Pius IX. den Gregoriusorden, woraufhin die protestantische Presse ihn als den Hauptschuldigen der „Bartholomäusnacht von Montreal“ beschimpfte.
1854 trat Wilson als Bürgermeister zurück. Nach der Gründung der Kanadischen Konföderation wurde er im September 1867 in den Senat berufen. Im Oberhaus des kanadischen Parlaments gehörte er bis zu seinem Tod der Fraktion der Konservativen an.